# Rhynchostegiella chilensis
Rhynchostegiella chilensis är en bladmossart som beskrevs av Thériot 1935. Rhynchostegiella chilensis ingår i släktet nålmossor, och familjen Brachytheciaceae. Inga underarter finns listade i Catalogue of Life.